# 岐阜県立岐阜農林高等学校黒野分校
岐阜県立岐阜農林高等学校黒野分校（ぎふけんりつぎふのうりんこうとうがっこうくろのぶんこう）とは、かつて岐阜県岐阜市にあった公立の高等学校の分校。

## 概要
- 岐阜農林高等学校の昼間定時制の分校であった。岐阜県立の高等学校の分校であったが、設置者は岐阜市であった[1]。
- 跡地は岐阜市立黒野小学校の敷地になっている。

## 沿革
- 1944年（昭和19年） - 稲葉郡方県村、黒野村、本巣郡文殊村、網代村、西郷村により、振天青年学校が開校。
- 1948年（昭和23年）
  - 3月 - 振天青年学校が廃校。
  - 8月 - 旧・振天青年学校の生徒のために、稲葉郡方県村、黒野村、本巣郡文殊村、網代村、西郷村、山添村の6か村学校組合を設置者として、黒野村大字御望野に岐阜県立岐阜農林高等学校振天分校として開校。校舎は旧・振天青年学校の校舎の一部を使用。男女共学で昼間定時制の農業科（男子）、家庭技芸科（女子）を設置。
- 1949年（昭和24年）4月 -
  - 岐阜県立岐阜農林高等学校が岐阜県立北方高等学校に改称する。振天分校は岐阜県立北方高等学校黒野分校に改称する。
  - 校舎が稲葉郡学校組合立稲北中学校の校舎として使用することとなったため、黒野村立黒野小学校の北舎に移転する。
- 1950年（昭和25年）
  - 3月 - 5か村学校組合が解散。設置者は黒野村となる。
  - 4月 - 農業科を廃止。家庭技芸科が普通科家庭科専攻となり、男女別学（女学校）となる。
  - 8月20日 - 黒野村が岐阜市に編入される。同時に設置者は岐阜市となる。
- 1951年（昭和26年）4月 - 岐阜県立北方高等学校が岐阜県立岐阜農業高等学校に改称する。同時に岐阜県立岐阜農業高等学校黒野分校に改称する。
- 1952年（昭和27年）4月 - 岐阜県立岐阜農業高等学校が岐阜県立岐阜農林高等学校に改称する。同時に岐阜県立岐阜農林高等学校黒野分校に改称する。
- 1954年（昭和29年）4月 - 普通科が被服科に改称する。
- 1956年（昭和31年） - 黒野小学校の隣接地に独立校舎が完成。
- 1963年（昭和38年）4月 - 被服科を家政科に改称する。
- 1969年（昭和44年）3月 - 募集を停止する。
- 1972年（昭和47年）3月 - 廃校。廃校時の生徒数は88名。

黒野分校の募集停止と同時に、岐阜農林高等学校に全日制の生活科が設置されたが、2004年に廃止された。

## その他
- 黒野地区の家政科の学校としては、1912年に設立された黒野裁縫塾（1925年黒野実科女学校に改称）がある。1948年4月に黒野技芸女学校に改称後、同年8月の岐阜農林高等学校振天分校の開校により閉校(発展的解消)。生徒は岐阜農林高等学校振天分校に移ったことから、岐阜農林高等学校黒野分校は1912年に設立とも解釈できる。